# 青坑林场
青坑林场是位于中国广东省揭阳市惠来县的一个國營農場、县属事业单位。所辖区域列入为惠来县的一个类似乡级单位。
根据《国有青坑林场改革实施方案》（惠府〔2017〕26号），明确青坑林场为公益二类事业单位。行政由惠来县政府管理，各项业务工作由对口各有关职能部门指导和管理。

## 行政区划
国家统计局网站上，下辖以下地区：
桃树岗村虚拟社区。